# ハリアー犬管理長官
ハリアー犬管理長官(英語: Master of the Harriers)とは、かつてイギリス王室に存在した役職である。1660年に創設され、王室の飼うハリアー犬の監督を担当した。1701年9月に一旦廃止されたが、1730年8月にハリアー犬・フォックスハウンド管理長官（英: Master of the Harriers and Foxhounds）として復活した。1782年7月11日、王室の組織改編に伴い廃止された。

## 歴代就任者

### ハリアー犬管理長官
- 1660年6月2日：トマス・エリオット[1]
- 1677年9月4日：トマス・エリオット[1]
- 1683年9月29日 – 1685年2月6日、1688年9月29日 – 1689年4月22日までに退任：ウィリアム・ライダー[3]
- 1689年4月22日：クリストファー・タンクレッド（英語版）[1]
- 1701年9月19日：廃止[1]

### ハリアー犬・フォックスハウンド管理長官
- 1730年8月26日 – 1738年5月1日没：第3代カーライル伯爵チャールズ・ハワード[4]
- 1738年6月29日 – 1751年3月31日没：初代ウォルポール男爵ロバート・ウォルポール（1745年、オーフォード伯爵を継承）[5]
- 1751年3月31日：空席[1]
- 1754年4月11日 – 1756年1月13日：ロバート・マナーズ＝サットン卿（英語版）[6]
- 1756年1月13日：空席[1]
- 1761年1月24日 – 1782年7月11日：第6代デンビー伯爵バジル・フィールディング[2]
- 1782年7月11日：廃止[2]